# Mammatus
La nube mammatus o nube mammellare è una speciale nube temporalesca.

## Formazione

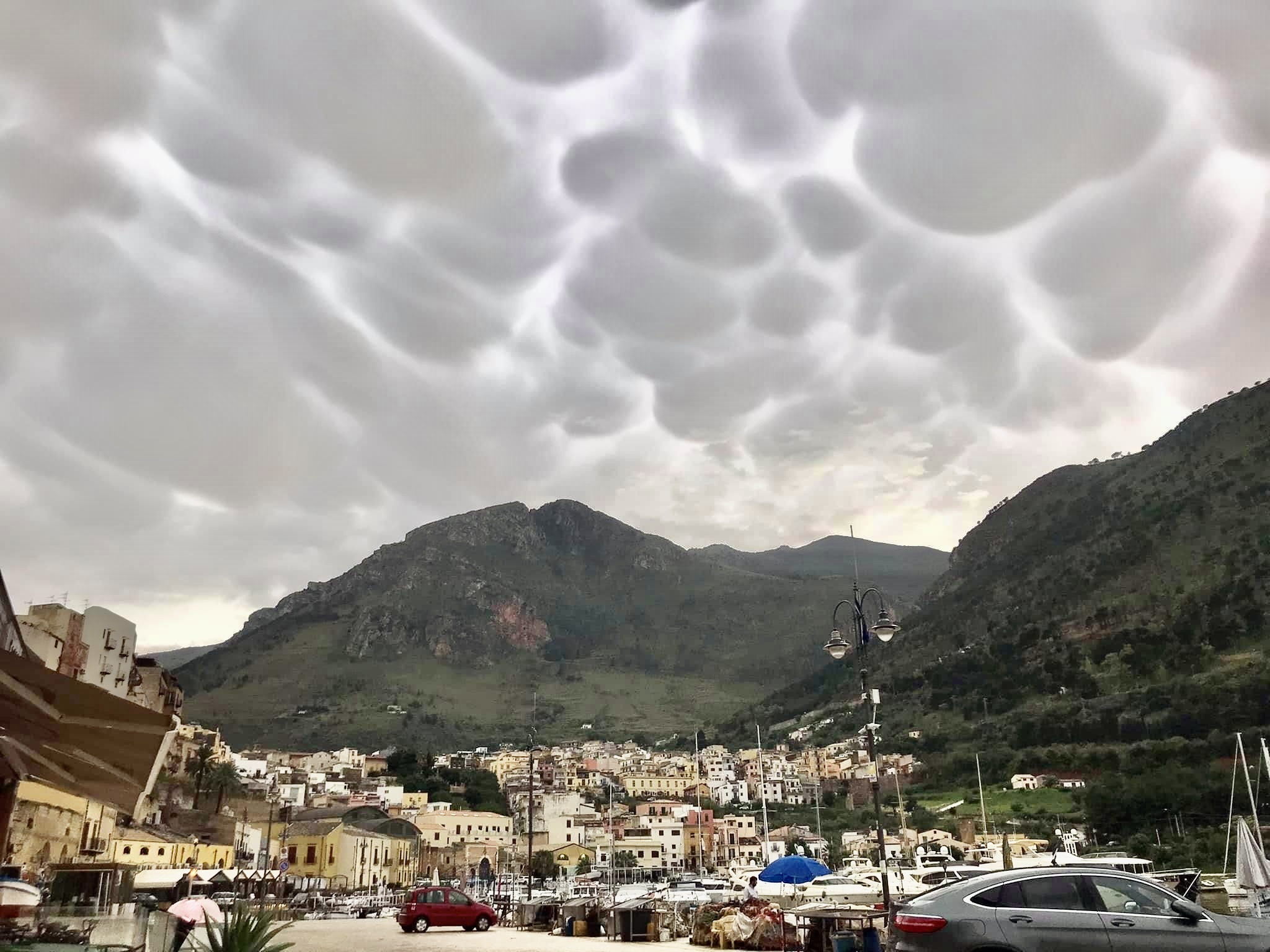
Nubi mammatus sul borgo marinaro di Castellammare del Golfo

I temporali con le correnti ascensionali più intense, o quelli che nascono in condizioni di aria estremamente umida alle quote basse, riescono a portare fino alla tropopausa enormi quantità di acqua, dapprima sotto forma di vapore, poi come cristalli di ghiaccio e acqua sopraffusa. Quando il temporale si smorza, o l'incudine arriva a distendersi fino a molti chilometri di distanza dalla torre principale (lontana dalla corrente ascensionale), sull'incudine stessa tenderanno a prevalere i cristalli di ghiaccio più piccoli, ma in quantità enormi; questi inizieranno a scendere verso il basso a causa del loro peso, ma appena usciti dalla nube troveranno subito un ambiente ostile, con aria estremamente secca e fredda. Ecco che allora sublimeranno subito, tornando sotto forma di vapore acqueo e tendendo a risalire verso l'alto. Data la grande mole di acqua in gioco sotto varie forme, il moto di discesa da una parte e di risalita dall'altra, si organizzerà con una certa regolarità e simmetria spaziale.
È probabile vedere mammatus soprattutto quando si parte da condizioni di aria estremamente umida nei bassi strati (afa estiva opprimente, ad esempio), si verifica un temporale e ad alta quota non c'è troppo vento (altrimenti l'incudine si sfilaccia in brevissimo tempo).